# Juchymiwka
Juchymiwka (ukr. Юхимівка) – wieś na Ukrainie, w obwodzie winnickim, w rejonie żmeryński, w hromadzie Murafa. W 2001 roku liczyła 1211 mieszkańców.